# Feleségek luxuskivitelben
A Feleségek luxuskivitelben a Viasat 3 csatorna saját gyártású reality-műsora, amely 2017 szeptemberétől 2020 decemberéig volt látható hétfő esténként a csatornán. A műsor 6 (a harmadik évadban 7) ismert, gazdag és fényűző életmódot élő hölgy mindennapjait mutatja be, célja pedig nem titkoltan a megbotránkoztatás. A sorozat első részei alapján sikeresnek mondható. Az első epizód 2017. szeptember 25-én, az utolsó pedig 2020. december 21-én került adásba. 
2023-tól a műsor az RTL+ nevű streamingszolgáltatón folytatódott volna, de később az RTL Magyarország bejelentette, hogy új címmel és a lineáris RTL-en folytatódik a műsor. A műsor új címe: A város királynői - The Real Housewives of Budapest. Később a cég bejelentette azt is, hogy a műsor teljesen új szereplőkkel, ebben a formában 2023. december 4-én indult, és december 22-én ért véget.

## Főszereplők
| Feleségek          | Évadok | Évadok | Évadok | Évadok | Évadok |
| Feleségek          | 1.     | 2.     | 3.     | 4.     |        |
| ------------------ | ------ | ------ | ------ | ------ | ------ |
| Csősz Boglárka     | Fő     | Fő     | Fő     | Fő     |        |
| Yvonne Dederick    | Vendég | Fő     | Fő     | Fő     |        |
| Polgár Tünde       |        | Fő     | Fő     | Fő     |        |
| Molnár Nini        |        |        | Fő     | Fő     |        |
| Nagy Noémi         |        |        | Fő     | Fő     |        |
| Anfisa Bulgakova   |        |        |        | Fő     |        |
| Vasvári Vivien     | Fő     | Fő     | Fő     |        |        |
| Köllő Babett       | Fő     | Fő     | Fő     |        |        |
| Smaltig Dalma      | Fő     | Fő     |        |        |        |
| Rubint Réka        | Fő     |        |        |        |        |
| Farkas Rita        | Fő     | Barát  |        |        |        |
| Vendégszereplők    |        |        |        |        |        |
| Catherine Dederick | Vendég | Barát  | Barát  | Barát  |        |

A hölgyeken kívül természetesen szerepet kapnak a férjek, valamint rokonok, a személyzet és háziállatok is.

## A főszereplőkhöz tartozó emberek
- Szegedi Ferenc (Fecsó): Vivien exférje, Edward édesapja, Ariana mostohaapja, sikeres üzletember és verseny szinten úszik.
- Ariana: Vivien előző házasságából született óvodáskorú kislánya, Edward féltestvére.
- Edward: Vivien és Fecsó egyetlen közös 2 éves gyermeke.
- Köllő Milla: Babett kislánya.
- Burak Talu: Török üzletember, Bogi exférje.
- Farkas Patrícia: Rita 26 éves lánya, aki még az első házasságából született. Anett, Ivett és Liza féltestvére.
- Nagy Ivett: Rita és János 16 éves lánya, Anett ikertestvére.
- Nagy Anett: Rita és János 16 éves lánya, Ivett ikertestvére.
- Nagy Liza: Rita és János legkisebb lánya, 16 éves, influenszer.
- Nagy Dimitri: Noémi 8 éves kisfia.
- Polgár Árpád: Tünde férje
- Polgár Dániel: Tünde fia
- Pusztai Olivér: Babett stylistja
- Mihályi Páris: Bogi stylistja

## Epizódok
| Évad | Évad        | Részek száma | Részek száma | Eredeti sugárzás     | Eredeti sugárzás    | Eredeti adó |
| Évad | Évad        | Részek száma | Részek száma | Évadbemutató         | Évadzáró            | Eredeti adó |
| ---- | ----------- | ------------ | ------------ | -------------------- | ------------------- | ----------- |
|      | 1.          | 8            | 8            | 2017. szeptember 25. | 2017. november 13.  |             |
|      | 2.          | 9            | 9            | 2018. április 9.     | 2018. június 11.    |             |
|      | Különkiadás | Különkiadás  | Különkiadás  | 2018. augusztus 27.  | 2018. augusztus 27. |             |
|      | 3.          | 4            | 4            | 2020. április 20.    | 2020. május 11.     |             |
|      | 4.          | 4            | 4            | 2020. november 30.   | 2020. december 21.  |             |

## További információ
- Viasat 3 Weboldal